# Der Mann, der Liberty Valance erschoß
Der Mann, der Liberty Valance erschoß (Originaltitel: The Man Who Shot Liberty Valance) ist ein US-amerikanischer Spätwestern, den John Ford 1962 mit John Wayne, James Stewart und Lee Marvin in Schwarz-Weiß drehte. Als Vorlage diente eine gleichnamige Erzählung von Dorothy M. Johnson, in der ein idealistischer junger Anwalt im unzivilisierten Westen für Recht und Gesetz kämpft.

## Handlung
Senator Stoddard, der seine Karriere vor Jahrzehnten in der Kleinstadt Shinbone begann, kehrt mit seiner Frau Hallie zur Beerdigung eines alten Freundes, Tom Doniphon, zurück. Im Ort gibt es nur wenige Menschen, die den alten Rancher noch kannten, da er sich die letzten Jahre immer mehr zurückgezogen hatte. Neugierig gewordenen Journalisten erzählt Stoddard die Geschichte ihrer Bekanntschaft.
Stoddard reist als junger Idealist, frisch vom College und aus dem zivilisierten Osten der USA kommend, in den noch einigermaßen wilden Westen. Kurz vor der Stadt wird seine Postkutsche von dem gefürchteten Banditen Liberty Valance und seinen Leuten ausgeraubt. Der naive Stoddard legt sich mit Valance an, der ihn brutal auspeitscht. Doniphon sammelt den am Straßenrand liegenden Stoddard auf und bringt ihn nach Shinbone, wo sich das Wirtspaar Ericson mit seiner jungen Tochter Hallie um den Verletzten kümmert. Die Kleinstadt lebt in Furcht vor Valance, da der örtliche Sheriff Link Appleyard dem Verbrecher nicht in Tapferkeit und Schießkunst die Stirn bieten kann. Der einzige Mann in der Gegend, vor dem Valance Respekt hat, ist Tom Doniphon, der jedoch erklärt, sich aus dem Konflikt herauszuhalten.
Nach seiner Genesung eröffnet Stoddard ein Anwaltsbüro in Shinbone und gibt Schulstunden für die Dorfbewohner, damit diese endlich lesen und schreiben lernen. Valance fühlt sich von dem Einzug der Zivilisation in Shinbone bedroht und gerät mehrfach mit dem jungen Anwalt aneinander. Stoddard lässt sich allerdings nicht einschüchtern und gewinnt dadurch den Respekt der Dorfbevölkerung. Er lehnt allerdings den gewaltsamen Kampf mit Valance ab; stattdessen versucht er, auf Bildung und Gesetze zu setzen. Doniphon hält Stoddards gewaltlose Haltung gegen den Banditen dagegen für naiv und tödlich. Er muss allerdings auch erkennen, dass sich Hallie – für die er in seinem Haus ein neues Zimmer baut und die er nach der Fertigstellung heiraten möchte – und Stoddard ineinander verlieben, da sie durch seine Hilfe erstmals Bildung erfährt und von der Kellnerin zur Lehrerin wird.
Als die Bewohner von Shinbone zwei Delegierte für eine Versammlung des Territoriums wählen sollen, wird Stoddard auf Vorschlag von Doniphon aufgestellt. Stoddard will die Entwicklung des Territoriums zum Bundesstaat weiter vorantreiben, was Valance und einigen Rinderbaronen ein Dorn im Auge ist. Trotzdem gelingt den Bewohnern ein erfolgreicher Wahlablauf, an dessen Ende Stoddard und der örtliche Zeitungsredakteur Peabody gewählt werden. Valance fordert daraufhin Stoddard zum Schießduell auf, welches dieser trotz geringer Schießerfahrung annimmt – und obwohl Doniphon ihm dringend rät, die Stadt zu verlassen. Peabody wird in seinem Zeitungsbüro von Valance und seinen Männern fast zu Tode geprügelt. Daraufhin stellt sich Stoddard dem Banditen auf der Straße, scheint jedoch hoffnungslos unterlegen. Valance schießt Stoddard zunächst in den rechten Arm, der nimmt die Pistole mit der Linken wieder auf und richtet sie unter dessen Gespött auf Valance. Da kracht ein Schuss, Valance fällt tot zu Boden, und Stoddard wird gefeiert als der Mann, der Liberty Valance erschoss.
Einige Wochen später wird Stoddard auf der Versammlung des Bundesstaates als Delegierter nach Washington entsandt. Auf dieser Versammlung teilt Doniphon ihm mit, er selbst habe im entscheidenden Moment des Duells unbemerkt aus einer Seitengasse den tödlichen Schuss auf Valance abgegeben. Er wolle aber nicht, dass das bekannt wird. Stoddards Ruf als „der Mann, der Liberty Valance erschoss“, ermöglicht ihm den Aufstieg in hohe politische Ämter. Er heiratet Hallie, während Doniphon im Alkoholrausch sein Haus abbrennt, das er für seine geplante Hochzeit mit Hallie gebaut hatte, und in der verbliebenen Ruine den Rest seines Lebens verbringt.
Wieder in der Rahmenhandlung erklärt Stoddard, die Zeitungen könnten nach Doniphons Tod gern die wahre Geschichte über Liberty Valance publizieren. Doch diese lehnen ab, da die Lüge schon zu einem selbstständigen Mythos geworden sei, den man dem Volk nicht nehmen dürfe. Nachdenklich reist Stoddard mit seiner Frau in Richtung Washington zurück und denkt zu ihrer Freude darüber nach, sich aus der Politik zurückzuziehen und als Anwalt nach Shinbone zurückzukehren. Als er sich beim Zugschaffner für die Annehmlichkeiten der Reise bedankt, erklärt dieser, nichts sei doch gut genug für den Mann, der Liberty Valance erschoss.

## Bemerkungen
Wie viele bedeutende Western erzählt Der Mann, der Liberty Valance erschoß von der Geburt des modernen Amerika und spielt während der Übergangszeit zwischen dem Amerika der Pioniere und dem zivilisierten Amerika:
Doniphon tötet Valance, seine Tat wird von den Bürgern aber fälschlich Stoddard zugerechnet. Stoddard klärt diesen Irrtum nicht auf und lässt somit zu, dass seine Karriere, und damit die „neue Welt“, auf einer Lüge gründet. Am Ende weigert sich der Chefredakteur der lokalen Zeitung, die ihm von Stoddard enthüllte Wahrheit zu publizieren. Er spricht einen der berühmtesten Dialogsätze der Filmgeschichte: “When the legend becomes fact, print the legend!” (Wenn die Legende zur Wahrheit wird, druck die Legende!) In der deutschen Synchronfassung ist der Satz nicht in dieser Form zu hören, sondern es heißt dort: „Unsere Legenden wollen wir bewahren. Sie sind für uns wahr geworden.“
Der Kinostart des Films in der Bundesrepublik Deutschland war am 21. September 1962, die Fernseh-Erstausstrahlung am 2. Februar 1970 im Abendprogramm des ZDF.

## Synchronisation
Die deutsche Synchronfassung entstand zur Kinopremiere bei der Berliner Synchron unter Synchronregie von Klaus von Wahl nach einem Dialogbuch von Bodo Francke. Diese Originalfassung wurde an verschiedenen Stellen gekürzt, um die Handlung zu straffen. So fehlte in früheren deutschen Fernsehausstrahlungen üblicherweise eine Szene, in der einige der älteren Bewohner im Rahmen eines Schulunterrichts erklären, was Demokratie ist. Jahrzehnte später wurden zwei verschiedene Rekonstruktionen erstellt, eine für das ZDF bei Arena Synchron und eine später für die DVD bei der EuroSync GmbH. In beiden haben (notwendigerweise) die Schauspieler andere Synchronstimmen als in der Kinofassung.
In der deutschen Fassung wurde aus Marshal Link Appleyard Sheriff Link Appleyard.
| Rolle                        | Schauspieler   | Dt. Synchronsprecher | Synchronsprecher neue Szenen                     |
| ---------------------------- | -------------- | -------------------- | ------------------------------------------------ |
| Ransom Stoddard              | James Stewart  | Siegmar Schneider    | Frank-Otto Schenk (ZDF), Bodo Wolf (DVD)         |
| Tom Doniphon                 | John Wayne     | Arnold Marquis       |                                                  |
| Hallie Stoddard              | Vera Miles     | Ilse Kiewiet         |                                                  |
| Liberty Valance              | Lee Marvin     | Hans Wiegner         |                                                  |
| Dutton Peabody, Redakteur    | Edmond O’Brien | Walther Suessenguth  | Wolfgang Völz (ZDF), Friedrich G. Beckhaus (DVD) |
| Sheriff Link Appleyard       | Andy Devine    | Franz Nicklisch      |                                                  |
| Peter Ericson                | John Qualen    | Erich Kestin         |                                                  |
| Nora Ericson                 | Jeanette Nolan | ?                    | Ela Behrends (ZDF), Luise Lunow (DVD)            |
| Doc Willoughby               | Ken Murray     | Kurt Jaggberg        |                                                  |
| Pompey                       | Woody Strode   | Hans Walter Clasen   | Erich Räuker (ZDF), Kaspar Eichel (DVD)          |
| Major Cassius Sturbuckle     | John Carradine | Curt Ackermann       |                                                  |
| Maxwell Scott, Chefredakteur | Carleton Young | Friedrich Joloff     |                                                  |
| Charlie Hasbrouck, Reporter  | Joseph Hoover  | Jörg Cossardt        |                                                  |
| Amos Curruthers              | Denver Pyle    | Helmuth Grube        | Erich Räuker (DVD)                               |

## Rezeption

### Kritiken
„The Man who Shot Liberty Valance ist einer der schönsten Western von Ford — und einer der schönsten überhaupt. Zunächst einmal ist er ein solide gearbeitetes Kinostück, in dem Tom Doniphon im Sinne höherer Gerechtigkeit den ungeschriebenen Ehrenkodex des Western durchbricht und seinen Gegner aus dem Hinterhalt erschießt. […] Interessanter ist jedoch, wie hier die Legenden und Mythen des Western in Frage gestellt werden, die Ford so oft besungen hat.“

„Dies ist sicherlich ein filmischer Höhepunkt über den Mythos des Wilden Westens. John Ford, Großmeister des Western, inszenierte eines der interessantesten Spätwerke des Genres.“

„Ein stimmungsvolles Zeugnis für die Erkenntnis, daß jede Epoche auf den Lügen der vorhergehenden basiert.“

„Seinen vielleicht ‘ehrlichsten’ Western, der den amerikanischen Hang zur Legendenbildung aufs vortrefflichste zu dekuvrieren vermochte, schuf Ford 1961 mit „Der Mann, der Liberty Valance erschoß“. (...) Der Film endet in der bitteren Erkenntnis, daß die Legende in Amerika Vorrang vor der Wahrheit hat, und die Presse kein Interesse besitzt, an zu Denkmalen ihrer selbst entrückten ‘Heroen’ zu rütteln.“

### Musik
Ob der in der Interpretation von Gene Pitney bekannte Song The Man, Who Shot Liberty Valance (Musik Burt Bacharach, Text Hal David), der im April 1962 veröffentlicht wurde, insgesamt 13 Wochen in den Billboard Charts war und zu den besten Western-Kompositionen aller Zeiten gerechnet wird, ursprünglich als Titellied für den Film vorgesehen war, ist umstritten. Pitney selbst beharrte gegenüber der Chicago Sun-Times darauf, dass die Aufnahme von der Filmproduktionsfirma Paramount Pictures in Auftrag gegeben worden war. Ihm sei eine „ungeheure Summe“ dafür bezahlt worden. Während der Aufnahme-Sessions in den Bell Sound Studios in New York habe Bacharach ihn informiert, dass der Western zwischenzeitlich ohne den Song in den Kinos gestartet war. Über die Gründe dafür gibt es unterschiedliche Angaben: Regisseur John Ford soll das Lied nicht gemocht haben, zwischen dem Rechteinhaber Famous Songs und Paramount habe es Streit gegeben. Gleichwohl urteilen Musikkritiker, der Song fasse die Filmhandlung in drei Minuten auf geniale Weise zusammen, möglicherweise habe das John Ford nicht behagt. Auf dem Platten-Cover hieß es bei der Veröffentlichung, das Lied sei vom Film „inspiriert“ worden.
Die Musik, die tatsächlich im Western verwendet wurde, zitierte u. a. das „Ann Rutledge“-Thema von Alfred Newman aus dem ebenfalls von John Ford inszenierten Film Der junge Mr. Lincoln aus dem Jahr 1938. Ford zufolge stand das Motiv sinnbildlich für die unerfüllte Liebe. Gene Pitney fand die Wiederverwendung eines derart bejahrten Titels in einem Interview „bizarr“.

### Auszeichnungen
Die Kostümbildnerin Edith Head war 1963 für ihre Kostüme in einem Schwarz-Weiß-Film für den Oscar nominiert. John Wayne erhielt den Laurel Award in der Kategorie Top Action Performance. Das gesamte Ensemble erhielt den wichtigsten Western-Preis, den Western Heritage Award.
Im Jahr 2007 wurde der Film in das National Film Registry aufgenommen.